# Cenlle (parroquia)
Cenlle (llamada oficialmente Santa María de Cenlle) es una parroquia y un lugar del municipio español de Cenlle, en la provincia de Orense, Galicia.

## Organización territorial
La parroquia está formada por seis entidades de población:
- Cenlle
- Názara
- Pena (A Pena)
- Pereiro (O Pereiro)
- Quinta (A Quintá)
- Torre (A Torre)

## Demografía

### Parroquia
| Gráfica de evolución demográfica de Cenlle (parroquia) entre 2000 y 2022 |
|                                                                          |
| Datos según el nomenclátor publicado por el INE.                         |

### Lugar
| Gráfica de evolución demográfica de Cenlle (lugar) entre 2000 y 2022 |
|                                                                      |
| Datos según el nomenclátor publicado por el INE.                     |